# Phil Minton
Pour les articles homonymes, voir Minton.
Phil Minton, né le 2 novembre 1940 à Torquay au Royaume-Uni, est un vocaliste et trompettiste britannique d'avant-garde. Son style très particulier de chant vocal mêle scat, borborygmes et techniques vocales diverses.

## Biographie
Minton naît et grandit dans un milieu imprégné par la musique : ses parents sont tous deux chanteurs et très jeune déjà il fait partie d'une chorale et apprend la trompette. Au cours de son adolescence il joue dans différentes formations du Devon. En 1962 il se rend à Londres où il collabore avec le compositeur de jazz Mike Westbrook jusqu'en 1964, où il se sépare de lui pour travailler avec des groupes de rock. Il travaillera de nouveau avec Westbrook à partir de 1972 et intégrera notamment son Brass Band tout en participant à divers autres projets musicaux, par exemple dans le groupe Voice, en compagnie de Maggie Nicols et Julie Driscoll, ou dans Moire Music de Trevor Watts avec le batteur Ken Hyder. Dans les années 1980 il poursuit ses travaux avec Westbrook mais entame également une carrière solo tout multipliant les collaborations : avec des ensembles de percussions, en duo avec le pianiste Veryan Weston, avec Gunter Christmann, avec le groupe Brazz Bros, avec le saxophoniste Alfred 23 Harth, avec le pianiste Georg Gräwe etc. 
À partir de 1994, Minton initie le Feral Choir Project, ateliers consistant à faire improviser des groupes vocaux. Ils s’adressent autant à des musiciens professionnels qu’à des néophytes tels que des groupes d’adolescents ou de détenus. Ce projet s’est diffusé un peu partout à travers dans le monde dans des villes comme, Nantes, Berlin ou encore Tokyo...

## Discographie choisie

### En solo
- Doughnut in Both Hands, Emanem Records, 1982
- A Doughnut in One Hand, FMP, 1998

### Avec Roger Turner
- Drainage, Emanem Records, 1993
- Dada Da, Leo Records, 1993
- Ammo, Leo Records, 1998

### Avec Veryan Weston
- Songs From a Prison Diary, Leo Records, 1993
- Ways Out East - Ways Out West, Intakt Records, 2005

### Avec le Phil Minton Quartet
- Mouthful of Ectasy, Victo Records, 1998
- Slur, Emanem Records, 2006